# Sebastian Ziani
Pour les articles homonymes, voir Ziani.
Sebastian Ziani (italien : Sebastiano Ziani), mort à Venise le 13 avril 1178, est le 39e doge de Venise, élu en 1172.

## Biographie
Sebastian Ziani est le fils de Marino Ziani. Juge, diplomate à Constantinople, recteur de Šibenik, il fait fortune en faisant du commerce avec l'Orient, activité qu'il poursuit même après son élection au dogat.

## Élection
Il est le premier doge élu par l'assemblée restreinte des nobles et non par l'assemblée populaire. Son élection a lieu six mois après la mort de son prédécesseur, après un conclave de trois jours. Il est élu le 29 septembre 1172, à l'âge de 60 ans, en concurrence avec Orio Mastropiero. Il semble que ce soit le premier doge à distribuer de l'argent au peuple après son élection, instaurant un usage qui survivra jusqu'à la chute de la république et son dernier doge Ludovico Manin.

## Dogat
Son premier acte est la condamnation à mort de l'assassin de son prédécesseur.
L'évènement le plus important est la signature en 1177 de la trêve dite de Venise entre l'empereur Frédéric Barberousse et la Ligue lombarde. La rencontre entre Frédéric Barberousse et le pape Alexandre III a lieu à Venise et met fin, momentanément, aux disputes entre la papauté et l'empire.
En 1172, d'après l'œuvre de Nicolò Barattieri, les deux colonnes de la  place Saint-Marc sont érigées, surmontées l'une par le lion ailé et l'autre par Saint Théodore. Il institue la cérémonie des épousailles du doge de Venise et de l'Adriatique pour consacrer en quelque sorte l'empire de sa patrie sur la mer.
Sebastian Ziani abdique le 12 avril 1178 et se retire dans le monastère de San Giorgio Maggiore, où il meurt le jour suivant et où il est enterré. Il lègue ses biens immobiliers de la place Saint-Marc. Son fils Pietro, lui aussi doge fait la même chose en 1229.
Sa tombe est détruite lorsque l'ancienne église est démolie (1611), ses restes sont inhumés dans la « chapelle des morts » de la nouvelle église et un monument en pierre d'Istrie qui se trouve à la gauche de la façade de l'église est construite en son hommage.
Il épouse une Troila ou Froiba, qui lui survit et lui donne quatre enfants.

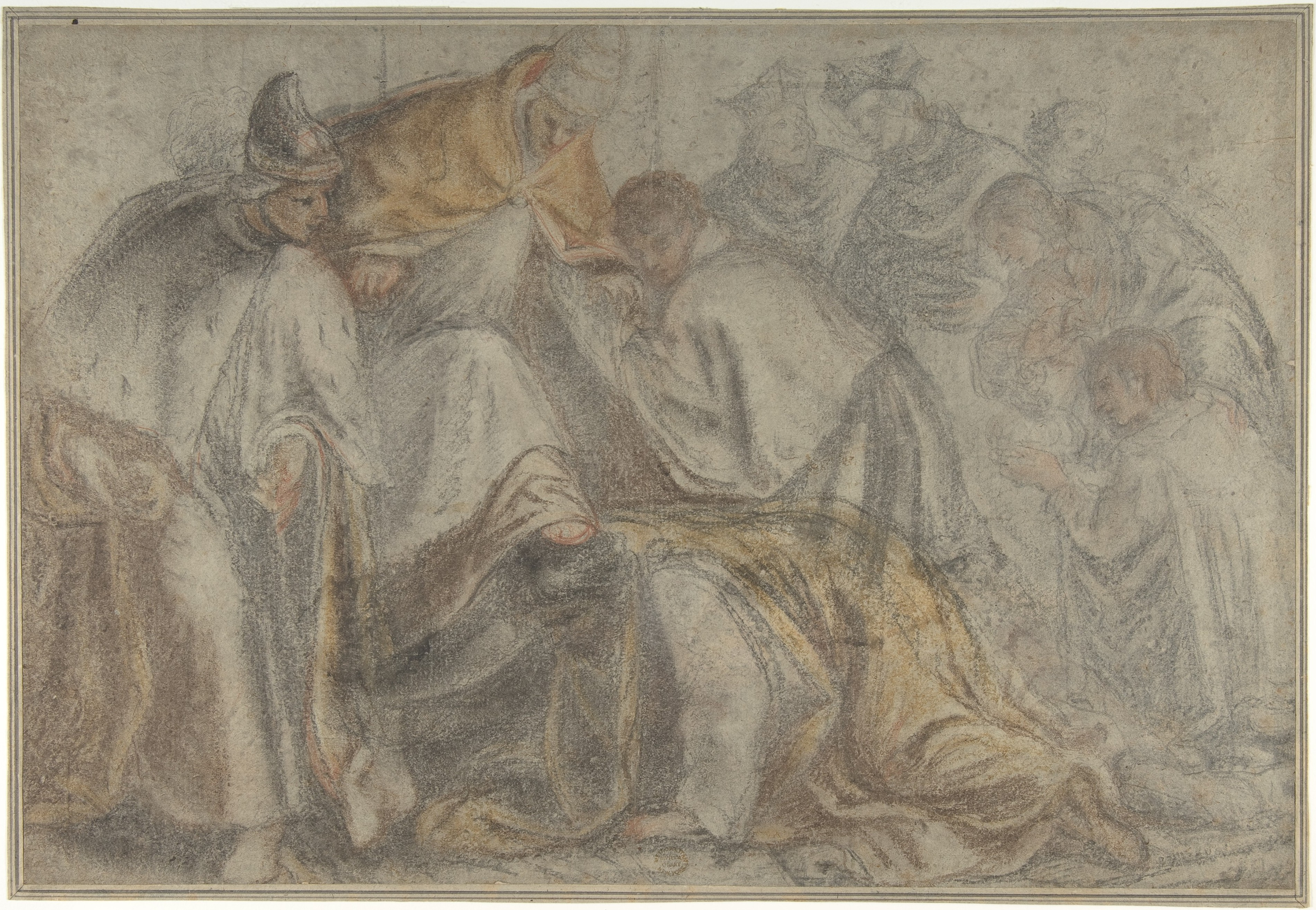
Pietro Malombra : L'empereur Frédéric Barberousse se soumettant au pape Alexandre III (pape) en présence du doge Sebastiano Ziani.